# Eunotosaurus
Eunotosaurus is een geslacht van uitgestorven Sauropsida uit het Midden-Perm (265.1-259.9 miljoen jaar geleden) van de Karoosupergroep in Zuid-Afrika. Hun vertegenwoordigers werden gekenmerkt door verbrede en verkleinde ribbogen en een afgerond lichaam. Het geslacht heeft historisch en heden een belangrijke rol gespeeld in de poging om de evolutie van schildpadden van hun prehistorische voorouders te begrijpen. Veel fossielen hadden een halfstugge, schildpadachtige schoudergordel, waardoor het waarschijnlijk noodzakelijk was om te bewegen zoals de schildpadden.

## Beschrijving
De ribben waren breed en plat en raakten zich zo dat ze brede platen vormden, vergelijkbaar met het achterste schild van een schildpad. Bovendien waren het aantal, de grootte en de structuur van de wervels grotendeels identiek aan die van veel schildpadden. Bovendien leek Eunotosaurus een schedel zonder venster (anapside) te hebben. Vanwege deze eigenschappen werd het geslacht vaak naast de Anapsida of Parareptilia geplaatst en werd het binnen deze groep beschouwd als de directe voorouder van de schildpadden, traditioneel ook beschouwd als Anapsida. Nieuw onderzoek gebaseerd op moleculair genetische verwantschappen toonde aan dat schildpadden tot de diapsiden behoren en een slechts secundaire anapside schedel hebben. De overeenkomende structuur van de schedel, de verbrede ribben en de vergelijkbare ruggengraat bij Eunotosaurus en schildpadden leek een geval van convergente evolutie te zijn. Recent onderzoek heeft echter aangetoond dat ook Eunotosaurus een gereduceerde diapside schedel had en dat de overeenkomsten met de schildpadden eerder gebaseerd waren op homologie dan op convergentie.

## Fossielen
Meer dan een eeuw na de eerste beschrijving was Eunotosaurus bekend van minder dan een dozijn exemplaren en slechts een beetje bewaard materiaal uit de schedel. Ondanks de onvolledige preservering werd het in detail beschreven. Twee extra exemplaren werden opgegraven en beschreven in de Karoosupergroep in 1999. Deze fossielen zijn nu te zien in het Bernard Price Institute voor paleontologisch onderzoek in Johannesburg en in het Nationaal Museum in Bloemfontein. Hoewel relatief zeldzaam, komt Eunotosaurus voldoende voor in de Karoosupergroep om te worden gebruikt als een biostratigrafische marker. Fossielen worden gevonden binnen de Beaufort-groep in de bovenste assemblagezone van Tapinocephalus en de assemblagezone van Pristerognathus erboven.

## Taxonomie en classificatie
Eunotosaurus werd beschreven in 1892, maar werd pas in 1914 voorgesteld als een voorouder van de Chelonia, de orde van de schildpadden. De Engelse zoöloog D.M.S. Watson beweerde dat Eunotosaurus een mozaïekvorm was tussen schildpadden en de Captorhinidae, die destijds nog cotylosauriërs werden genoemd. Hij vergeleek Eunotosaurus met Archichelone, een hypothetische voorouder van Chelonia, en merkte op dat zijn ribben intermediair waren met tussen schildpadden en andere tetrapoden. Watsons Archichelone had een bekkengordel die naar achteren over de ruggengraat verschoof en onder het pantser werd geplaatst. De fossielen van Eunotosaurus laten echter zien dat het bekken zich in een normale positie bevond voor tetrapoden boven de ribben en niet ertussenin, zoals bij moderne schildpadden.
Tot het einde van de jaren veertig van de twintigste eeuw werd Eunotosaurus algemeen beschouwd als de voorouder van de schildpadden. De Amerikaanse paleontoloog Alfred Sherwood Romer beweerde in zijn boek Osteology of the Reptiles in 1956, op basis van het beschikbare bewijs, dat Eunotosaurus niet kon worden toegevoegd aan de Chelonia. In plaats daarvan wees hij Eunotosaurus toe aan de Anapsida, maar waarbinnen hij een onzekere positie aannam. Eunotosaurus werd in 1954 toegewezen aan zijn eigen familie, de Eunotosauridae. Deze verdeling is tegenwoordig echter niet meer gebruikelijk. In 1969 werd hij geplaatst in een onderorde van de anapsiden, de Captorhinomorpha, die zich tegenwoordig binnen de clade van de Eureptilia bevindt. In 2000 werd Eunotosaurus ingedeeld in de clade van parareptielen, waar het een positie inneemt onafhankelijk van de schildpadden en de Cotylosaurus. Uit een fylogenetische analyse van de parareptielen uit 2008 bleek dat Eunotosaurus een zustertaxon van de Milleretta is en daarom in de familie Millerettidae moet worden geplaatst.
Eunotosaurus werd opgenomen in een fylogenetische analyse uit 2010 waarin de oorsprong van de schildpadden werd onderzocht. Eerder werden schildpadden beschouwd als diapsiden op basis van genetische en fylogenetische kennis en daarom nauwer verwant aan hagedissen, slangen, krokodillen en vogels dan aan parareptielen of andere anapsiden. De studie uit 2010 plaatste de schildpadden echter in een positie die vergelijkbaar is met de oorspronkelijke classificatie van de schildpad als anapside, nadat Eunotosaurus en Proganochelys uit het Laat-Trias in de analyse waren opgenomen. De studie beweert dat Eunotosaurus afgeleide kenmerken van de ribben en wervels deelde met de vroegste schildpadden, waardoor het een mozaïekvorm was. De studie identificeert een aantal functies die het mogelijk maken om Eunotosaurus met de schildpadden te verenigen in een echte clade. Deze gemeenschappelijke kenmerken omvatten brede T-vormige ribben, tien langwerpige rompwervels, schedelknobbels (kleine bultjes op het oppervlak van de schedel) en een brede romp. De clade van Eunotosaurus en de schildpadden werd 'Pan-Testudines' genoemd. Meer geavanceerde vertegenwoordigers van de Pan Testudines, zoals B. Odontochelys, hebben al een buikpantser.
Dit proefschrift werd onderstreept door een studie uit 2013, waarin de osteologische fijne structuur van de botten werd geanalyseerd, vergeleken met de ontogenese van recente schildpadden en statistisch gewogen. Ze concludeerde dat Eunotosaurus en de schildpadden een klade vormen en binnen Parareptilia liggen. Beide studies waren echter in tegenspraak met de moleculair genetische studies, die de schildpadden identificeren als een zustergroep van de archosauriërs. Een ander onderzoek uit 2014 laat zien dat Eunotosaurus al het eigenaardige ademhalingsmechanisme van schildpadden ontwikkelde. Omdat de ribben van de schildpadden in het panster zijn geïntegreerd, zijn ze onbeweeglijk en moeten speciale spieren zorgen voor de instroom en uitstroom van lucht. In september 2015 toonden computertomografieonderzoeken op verschillende Eunotosaurus-schedels aan dat de dieren twee slaapvensters achter de ogen hadden, d.w.z. een diapside schedel hadden. Dit is vooral duidelijk in het geval van jonge exemplaren, terwijl de slaapvensters van oudere exemplaren bijna volledig bedekt zijn. De schedelontogenie van Eunotosaurus laat dus zien hoe een diapside schedel zich ontwikkelt tot een secundair anapside schedel, net als bij de hedendaagse schildpadden. De ribben bij Eunotosaurus zijn misschien verbreed als aanpassing aan een gravende levensstijl. Latere analyses plaatsten zowel Eunotosaurus als de schildpadden in de Diapsida en buiten de Parareptilia.